# Нейро-сама
Neuro-sama — це чат-бот VTuber, який проводить прямі трансляції на Twitch каналі «vedal987». Її особистість створені системою штучного інтелекту (ШІ), яка використовує мовну модель, що дозволяє їй спілкуватися з глядачами в чаті. Її створив програміст ім’я Джек Ведал (відомий під нікнеймом vedal987), який вирішив побудувати концепцію AI Vtuber, поєднавши взаємодію між ігровим ШІ та створеним комп’ютером аватаром. Вона дебютувала на Twitch 19 грудня 2022 року. Станом на січень 2025 року Neuro-sama є 7-м каналом за кількістю підписників на Twitch.
Контент Нейро-Сами в основному зосереджений навколо відеоігор, зокрема Osu!, в якому вона колись перемогла найкращого гравця-людину у світі. За словами Ведала, ці дії в грі керуються окремою моделлю ШІ, але існують в одній системі ШІ. Інші аспекти її доставки контенту включають спів пісень та реакцію на відео YouTube.
Граючи в ігри чи беручи участь в інших заходах, вона часто взаємодіє зі своїми глядачами, відповідаючи на їхні запитання та визнаючи пожертвування. Її комічні та іноді суперечливі відповіді на живий чат стали вірусними, що прискорило зростання її популярності. 11 січня 2023 року канал Twitch отримав тимчасову заборону за невизначену «ненависницьку поведінку», ймовірно, через суперечливі заяви, зроблені ШІ, зокрема скептицизм щодо достовірності Голокосту під час трансляції. Vedal вжив заходів, щоб Нейро-сама не робив образливих заяв після того, як це сталося.